# Portugal no Campeonato do Mundo de Futebol de 1938
Pela segunda vez Portugal participa numa fase qualificativa para um campeonato do mundo de Fútebol.

Para aceder à fase final em França, a seleção das quinas foi inserida no grupo 5, juntamente com a sua congénere Suíça. O confronto, num só jogo, foi efectuado em terreno neutro.

O resultado foi, mais uma vez, desfavorável à equipa portuguesa. A seleção Lusa pode sentir-se frustrada de não aceder à fase final do mundial de 1938, batida por escassos 2 a 1, o avançado João Cruz falhou uma grande penalidade ao minuto 55...

## Resultados
1 de Maio de 1938

Stadio Civico Arena (Milão/Itália)

16.000 espectadores

Árbitro: Francesco Mattea (Itália)

Suíça - Portugal 2-1 (2-0)
Suíça: 1 Wilhelm HUBER, 2 (c) Severino Minelli, 3 Adolf Stelzer, 4 Hermann Springer, 5 Sirio Vernati, 6 Ernst Lörtscher, 7 Alfred Bickel, 8 André Abegglen, 9 Georges Aeby (24'), 10 Leopold Kielholz, 11 Lauro Amado (29'). Treinador: Karl Rappan.
Portugal: 1 João Azevedo, 2 José Simões, 3 (c) Gustavo Teixeira, 4 Mariano Amaro, 5 Francisco Albino, 6 Carlos Pereira, 7 Adolfo Mourão, 8 Manuel Soeiro, 9 Fernando Peyroteo (72'p), 10 Artur de Sousa, 11 João Cruz. Treinador: Candido Oliveira.